# Берлинско-Шпандауский судоходный канал
Берлинско-Шпандауский судоходный канал (нем. Berlin-Spandauer Schifffahrtskanal, сокр. BSK) — канал длиной 12 км, соединяющий реки Шпре и Хафель. Является водным путём федерального значения и полностью проходит по территории города Берлина.
Канал ответвляется от излучины Шпре в центре города, затем открывается в Гумбольдтскую гавань и далее идёт в северном направлении через Северную гавань, мимо Моабитской ТЭЦ к Западной гавани, после чего проходит в западном направлении через парк Юнгфернхайде и впадает в Хафель у северного края Шпандауского озера. Берега канала соединяет несколько мостов.